# Prix d’Excellence Europejskiej Akademii Filmowej
Nagroda Prix d’Excellence Europejskiej Akademii Filmowej przyznawana jest podczas ceremonii rozdania Europejskich Nagród Filmowych.

## Dotychczasowi zwycięzcy
| Rok  | Zwycięzca                                                             | Wyróżniona praca                    | Pozostali nominowani |
| ---- | --------------------------------------------------------------------- | ----------------------------------- | --- |
| 2006 | Pierre Pell i Stéphane Rozenbaum                                      | za scenografię do filmu Jak we śnie | |
| 2007 | Uli Hanisch                                                           | za produkcję filmu Pachnidło        | |
| 2008 | Magdalena Biedrzycka                                                  | za kostiumy do filmu Katyń          | |
| 2009 | Brigitte Taillandier, Francis Wargnier, Jean-Paul Hurier, Marc Doisne | za dźwięk do filmu Prorok           | - Waldemar Pokromski za makijaż i fryzury do filmu Baader-Meinhof - Catherine Leterrier za kostiumy do filmu Coco Chanel - Francesca Calvelli za montaż do filmu Zwycięzca |